# Josef Golling
Josef Golling (* 13. März 1848 in Linz; † 30. März 1916 in Wien) war ein österreichischer Pädagoge und Altphilologe.
Golling legte um 1874 seine Staatsprüfung als Lehrer ab, war danach Lehrer am k. k. Obergymnasium Wiener Neustadt, am deutschen Gymnasium in Olmütz und ab 1883 am Gymnasium des IX. Bezirks in Wien (damals Maximilian-Gymnasium, heute Gymnasium Wasagasse), wo er noch 1904 (als Professor) Deutsch und Latein unterrichtete.
Er veröffentlichte vor allem Schriften zur lateinischen Grammatik. Außerdem verfasste er Schulbücher (unter anderem zu Titus Livius, Ovid, Vergil, Cornelius Nepos, Curtius Rufus).

## Schriften
- De Calliclis orationis quae est in Gorgia Platonico sex locis commentatio. Selbstverlag des k.k. Obergymnasiums Wiener Neustadt, Wien 1875.
- Syntax der Lateinischen Dichtersprache. In: Jahresbericht des k.k. Staats-Gymnasiums im IX. Bezirke Wien für das Schuljahr 1891/92. Selbstverlag, Wien 1892, S. 1–20 (online).
- als Herausgeber: P. Vergili Maronis carmina selecta. Mit einer grammatischen Einleitung. Wien 1893.
- Memorabilia Alexandri Magni et aliorum virorum illustrium. von K. Schmidt und O. Gehlen, 6. gekürzte Ausgabe besorgt von J. Golling, Wien 1894 (Auswahl aus Cornelius Nepos und Curtius Rufus).
- mit Carl Friedrich Wilhelm Müller, Heinrich Blase, Friedrich Stolz, Gustav Landgraf: Historische Grammatik der Lateinischen Sprache. 3 Bände, Teubner, Leipzig 1894–1903 (mit Supplement 1908).
- Chrestomathie aus Livius. Hölder, Wien 1900.
- Schulkommentar zu Livius. Band I: Zu Buch I. Wien 1904. Band II: Zu Buch XXI. Wien 1905.
- Chrestomathie aus Cornelius Nepos und Q. Curtius Rufus. Hölder, Wien 1903.
- Schulkommentar zu einer Ausgabe von Virgils Bukolika und Georgica. In Anschluß an die Ausgaben von J. Golling und W. Kloucek. Wien 1906.
- Kommentar zu Vergils Äneis. In Anschluß an die Ausgaben von J. Golling und W. Kloucek, Wien 1915
- Kommentar zu P. Ovidii Nasonis carmina selecta. Nebst Vocabularium und grammatischer Einleitung. 2. Auflage, Graeser, Wien 1897 (3. Auflage 1906).